# Дромос

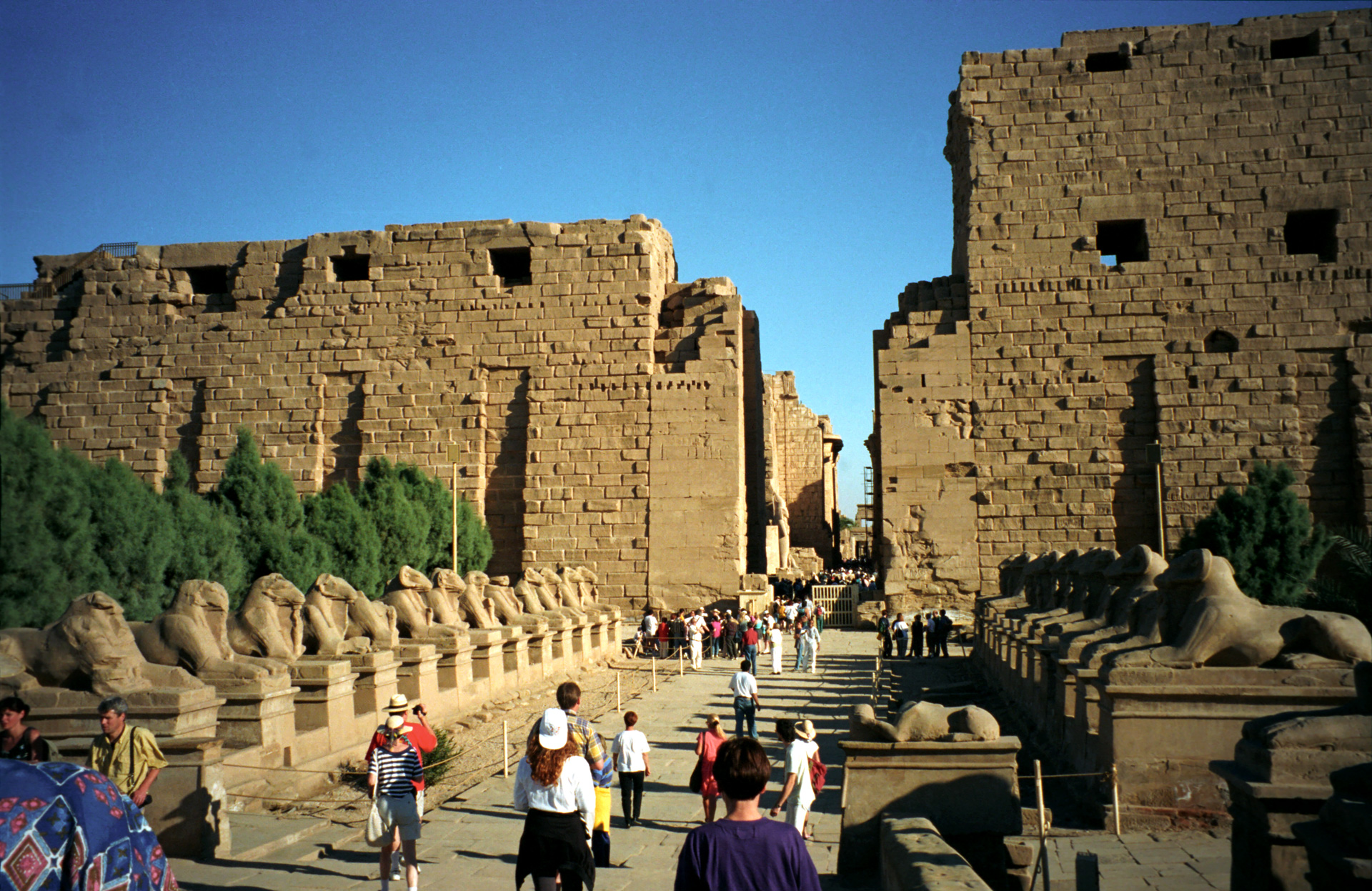
Карнацький дромос

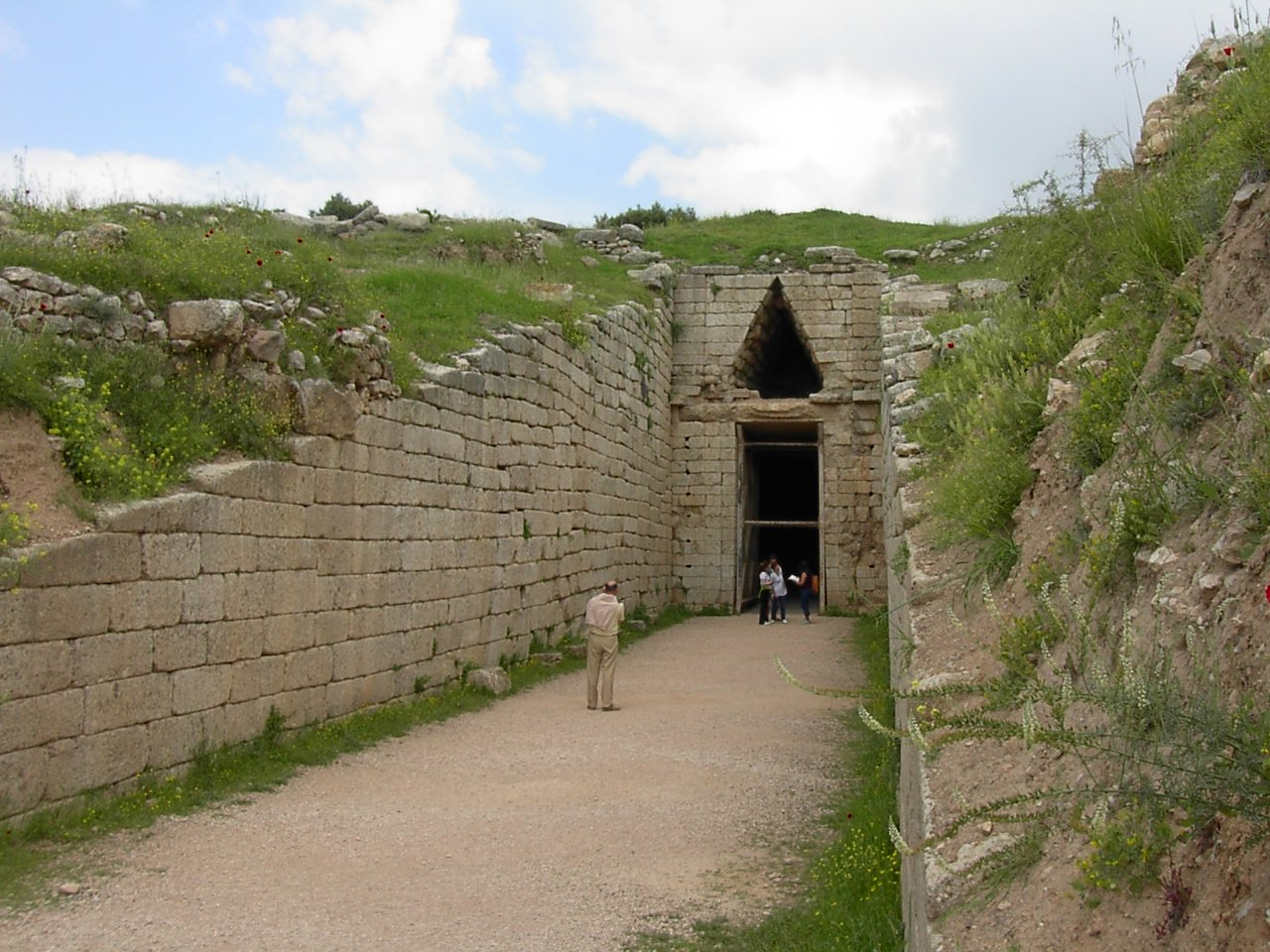
Дромос Гробниці Атрея

Дромос (від грец. Δρόμος — шлях, прохід) — шлях або коридор, що веде в поховальну камерну гробницю або під курганом. Іноді є горизонтальним або похилим проходом в склеп, вирізаний у скелі. Також міг облаштовуватися у вигляді сходів.
Найдавніші дромоси відомі в єгипетських (Карнацький храм, Луксор), егейських (Гробниця Атрея в Мікенах), етруських гробницях. У Північному Причорномор'ї дромоси були широко поширені з IV століття до н. е. до III-IV століття н. е. (Царський курган і Мелек-Чесменський курган в Керчі).